# Charles Marc Sauria

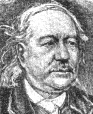
Charles Sauria

Charles Marc Sauria (* 25. April 1812 in Poligny; † 22. August 1895 in Saint-Lothain) war ein französischer Chemiker, Arzt und Agronom. Er entwickelte 1831 ein Phosphorzündholz und wird häufig als der Erfinder dieser frühen Streichhölzer genannt.

## Leben
Sauria war der erste Sohn von Jean-Charles Sauria, Brigadegeneral während der französischen Revolution, und dessen Frau Jeanne Claudine Gresset. Eigentlich war für Sauria ebenfalls eine militärische Karriere vorgesehen, aber im Alter von zehn Jahren erkrankte er an Polio und war seit dem auf einen Gehstock angewiesen. Er studierte am Collège de l’Arc in Dole und wandte sich den Naturwissenschaften, besonders der Chemie zu. Neben dem Studium arbeitete in einer Apotheke.
Im Jahr 1830 entdeckte er im Alter von 18 Jahren durch Zufall das Zündprinzip der Phosphorstreichhölzer. Eine der Wände seiner Kammer war bei vorhergehenden Experimenten bespritzt worden und nun mit weißem Phosphor kontaminiert. Unabhängig experimentierte er mit Hölzchen, deren Spitze er erst mit Schwefel und dann mit Kaliumchlorat behandelt hatte. Diese Kombination aus dem Oxidationsmittel Kaliumchlorat und dem Brennstoff Schwefel verbrennt sehr heftig und war Sauria aus dem Unterricht bekannt. Unbeabsichtigt rieb sich eines der Hölzchen an der mit Phosphor verunreinigten Wand und zündete. Bis 1831 entwickelte er ein funktionsfähiges Streichholz, das er aber nicht zum Patent anmeldete, da ihm die nötigen 1.500 Francs fehlten.
So schildert Sauria seine Entdeckung in einem Schreiben 1870. Im Jahr 1884 würdigte die französische Regierung seine Erfindung und erteilte ihm eine Lizenz zum Betrieb einer Tabakhandlung (französisch bureau de tabac), die seinen Lebensunterhalt sicherte. Die Priorität bei der Erfindung der Phosphorstreichhölzchen gilt heute als unaufklärbar, denn sie wurden quasi gleichzeitig in vielen Ländern entwickelt und verbreiteten sich schnell in ganz Europa. Die Entdeckung des Chlorats im Jahr 1787 durch den französischen Chemiker Claude-Louis Berthollet hatte zur Entwicklung vieler Vorläufer, wie den Tunkhölzern nach Jean Louis Chancel oder dem ersten Streichholz von John Walker, geführt und es war naheliegend bei der Suche nach einer zuverlässigen Zündung mit dem selbstentzündlichen weißen Phosphor zu experimentieren.
Nach seiner Zeit in Dole ließ sich Sauria als Arzt in Saint-Lothain nieder und lebte allein in einem kleinen Haus, das er von seinem Vater geerbt hat. Seine Konsultation bot er oft kostenlos an. Er begeisterte sich für Landwirtschaft, belegte Kurse am landwirtschaftlichen Institut in Hofwil im Kanton Bern und war Mitglied in verschieden landwirtschaftlichen Vereinigungen und Gesellschaften. Außerdem beteiligte er sich an der Gründung mehrerer Agrargenossenschaften in den Départements Doubs und Jura. Sauria war Republikaner und Anhänger des Fourierismus der 1840er Jahre, der frühsozialistischen Ideen von Charles Fourier. Außerdem hatte er eine stark antiklerikale Haltung. Seine politische Einstellung führte dazu, dass er 1841 seine Position im Landwirtschaftsausschuss von Poligny verlor. 1847 studierte Sauria erneut, diesmal mit seinem Bruder Edmond, an der Landwirtschaftsschule von Grand Journans, wo er Auguste Hadery kennen lernte. 1849 gründete er mit Edmond ein landwirtschaftliches Phalansterium, eine Art frühe Kommune. Es gelang ihnen eine Gemeinschaft mit eigenen Geschäften und Arzt aufzubauen, die ihre Agrarflächen gemeinschaftlich bestellte. Das Experiment musste nach einem Brand abgebrochen werden. Mitte der 1850er Jahre wurde er durch seine Freundschaft mit Hadery zum Anhänger des Positivismus nach Auguste Comte und galt als positivistischer Spezialist für landwirtschaftliche Fragen. Nach der Zerschlagung der Pariser Kommune 1871 half er die Flucht in die Schweiz für Personen zu organisieren, denen in Paris die Verhaftung drohte.
Sauria blieb ledig und starb 1895 im Alter von 83 Jahren in Saint-Lothain.